# Oeneis buddha
Oeneis buddha is een vlinder uit de onderfamilie Satyrinae van de familie Nymphalidae. De wetenschappelijke naam van de soort is voor het eerst geldig gepubliceerd in 1891 door Grigorii Efimovitsch Grumm-Grshimailo.